# مات يونغ (لاعب كرة قاعدة)
مات يونغ (بالإنجليزية: Matt Young)‏ هو لاعب كرة قاعدة أمريكي، ولد في 3 أكتوبر 1982 في تمبل في الولايات المتحدة.

## وصلات خارجية
- مات يونغ على موقع دوري كرة القاعدة الرئيسي (الإنجليزية)
- مات يونغ على موقعبيزبول رفرنس.كوم (الدوري الرئيسي) (الإنجليزية)
- مات يونغ على موقعبيزبول رفرنس.كوم (الدوري الثانوي) (الإنجليزية)
- مات يونغ على موقع إي إس بي إن.كوم (أم.أل.بي) (الإنجليزية)
- مات يونغ على موقع مشجعي الرسوم البيانية (الإنجليزية)